# Кубок Европейской конфедерации волейбола среди женщин 2014/2015
35-й розыгрыш Кубка Европейской конфедерации волейбола (ЕКВ) среди женщин проходил с 11 ноября 2014 по 11 апреля 2015 года с участием 30 клубных команд из 19 стран-членов Европейской конфедерации волейбола (с 4-го круга к розыгрышу присоединились ещё 4 команды). Победителем турнира впервые стала российская команда «Динамо» (Краснодар).

## Система квалификации
32 места в Кубке Европейской конфедерации волейбола 2014/2015 были распределены по рейтингу ЕКВ на 2013 год, учитывающему результаты выступлений клубных команд стран-членов ЕКВ в еврокубках на протяжении трёх сезонов (2010/2011—2012/2013). Согласно ему места в Кубке получили клубы стран, занимающих 1—18 позиции в рейтинге: Турция и Россия (по 1 команде, так как в Лиге чемпионов 2015 эти страны имели по 3 представителя), Италия, Азербайджан, Франция, Польша, Германия, Швейцария, Румыния, Сербия, Чехия, Австрия, Бельгия, Финляндия, Словения, Украина (все по 2), Испания и Греция (по 1 команде). После отказа от участия в Кубке по одному из двух представителей Германии, Сербии и Финляндии в числе участников появились 3 вакансии. Эти места получили Бельгия, Украина и Израиль (по 1 команде).

## Команды-участницы (с 1/16 финала)
| Страна      | Команда                           |                                                    |
| ----------- | --------------------------------- | -------------------------------------------------- |
| Турция      | «Галатасарай» (Стамбул)           | По итогам чемпионата Турции 2014 (4-е место)       |
| Россия      | «Динамо» (Краснодар)              | По итогам чемпионата России 2014 (4-е место)       |
| Италия      | «Имоко Воллей» (Конельяно)        | 3-й призёр чемпионата Италии 2014                  |
| Италия      | «Игор Горгондзола» (Новара)       | по итогам чемпионата Италии 2014 (4-е место)       |
| Азербайджан | «Игтисадчи» (Баку)                | 3-й призёр чемпионата Азербайджана 2014            |
| Азербайджан | «Локомотив» (Баку)                | по итогам чемпионата Азербайджана 2014 (5-е место) |
| Франция     | «Безье» (Безье)                   | 3-й призёр чемпионата Франции 2014                 |
| Франция     | «Канне-Рошвиль» (Ле-Канне)        | по итогам чемпионата Франции 2014 (4-е место)      |
| Польша      | «Атом Трефл» (Сопот)              | 3-й призёр чемпионата Польши 2014                  |
| Польша      | «Таурон» (Домброва-Гурнича)       | по итогам чемпионата Польши 2014 (4-е место)       |
| Германия    | «Роте-Рабен» (Фильсбибург)        | 2-й призёр чемпионата Германии 2014                |
| Швейцария   | «Кёниц» (Кёниц)                   | 2-й призёр чемпионата Швейцарии 2014               |
| Швейцария   | «Сагре Невшатель» (Невшатель)     | 3-й призёр чемпионата Швейцарии 2014               |
| Румыния     | «Динамо» (Бухарест)               | 2-й призёр чемпионата Румынии 2014                 |
| Румыния     | «Альба-Блаж» (Блаж)               | 3-й призёр чемпионата Румынии 2014                 |
| Сербия      | «Црвена Звезда» (Белград)         | 2-й призёр чемпионата Сербии 2014                  |
| Чехия       | «Оломоуц» (Оломоуц)               | 3-й призёр Чемпион Чехии 2014                      |
| Чехия       | «Кралово Поле» (Брно)             | по итогам чемпионата Чехии 2014 (4-е место)        |
| Австрия     | «Линц-Штег» (Линц)                | 2-й призёр чемпионата Австрии 2014                 |
| Австрия     | «Шпаркассе-Вилдкатс» (Клагенфурт) | 3-й призёр чемпионата Австрии 2014                 |
| Бельгия     | «Дофин Шарлеруа» (Шарлеруа)       | 2-й призёр чемпионата Бельгии 2014                 |
| Бельгия     | «Гент Дам» (Гент)                 | 3-й призёр чемпионата Бельгии 2014                 |
| Бельгия     | «Амигос» (Зурсел)                 | По итогам чемпионата Бельгии 2014 (5-е место)      |
| Финляндия   | ХПК (Хяменлинна)                  | 3-й призёр чемпионата Финляндии 2014               |
| Словения    | «Нова-КБМ-Браник» (Марибор)       | Чемпион Словении 2014                              |
| Словения    | «Кальцит» (Камник)                | 2-й призёр чемпионата Словении 2014                |
| Украина     | «Химик» (Южное)                   | Чемпион Украины 2014                               |
| Украина     | «Северодончанка» (Северодонецк)   | 2-й призёр чемпионата Украины 2014                 |
| Украина     | «Орбита» (Запорожье)              | 3-й призёр чемпионата Украины 2014                 |
| Испания     | «Мурильо» (Вьяна)                 | Чемпион Испании 2014                               |
| Греция      | «Олимпиакос» (Пирей)              | Чемпион Греции 2014                                |
| Израиль     | «Хапоэль» (Кфар-Сава)             | 2-й призёр чемпионата Израиля 2013                 |
| Израиль     | «Неве-Шаанан» (Хайфа)             | По итогам чемпионата Израиля 2014 (3-е место)      |

Лучшие (по итогам национальных чемпионатов 2014) волейбольные команды Турции, России, Италии, Азербайджана, Франции, Польши, Германии, Швейцарии, Румынии, Сербии, Чехии и Финляндии в сезоне 2014-2015 выступали в Лиге чемпионов.

## Система проведения розыгрыша
Со старта в розыгрыше участвуют 32 команды. Во всех стадиях турнира применяется система плей-офф, то есть команды делятся на пары и проводят между собой по два матча с разъездами. Победителем пары выходит команда, одержавшая две победы. В случае равенства побед победителем становится команда, набравшая в рамках двухматчевой серии большее количество очков (за победу 3:0 и 3:1 даётся 3 очка, за победу 3:2 — 2 очка, за поражение 2:3 — 1, за поражение 1:3 и 0:3 очки не начисляются). Если обе команды при этом набрали одинаковое количество очков, то назначается дополнительный («золотой») сет, победивший в котором выходит в следующий раунд соревнований.
После четвертьфинала проводится «Челлендж-раунд», в котором участвуют четыре оставшиеся клуба Кубка ЕКВ и четыре команды, выбывшие из Лиги чемпионов. Победители «Челлендж-раунда» выходят в полуфинал.

## 1/16 финала
11-13.11/25-27.11.2014
 «Галатасарай» (Стамбул) —  «Канне-Рошвиль» (Ле-Канне) 
11 ноября. 3:0 (25:21, 25:20, 25:21).
26 ноября. 3:2 (25:20, 25:21, 19:25, 13:25, 15:9).
 «Олимпиакос» (Пирей) —  «Гент Дам» (Гент)
12 ноября. 0:3 (18:25, 19:25, 25:27).
26 ноября. 3:0 (25:19, 25:21, 25:18). Дополнительный сет 7:15.
 «Динамо» (Бухарест) —  «Таурон» (Домброва-Гурнича)
12 ноября. 1:3 (19:25, 17:25, 25:22, 22:25).
26 ноября. 2:3 (25:19, 18:25, 15:25, 25:22, 4:15).
 «Кёниц» —  «Альба-Блаж» (Блаж)
12 ноября. 3:2 (22:25, 15:25, 25:21, 25:23, 15:12).
26 ноября. 0:3 (21:25, 17:25, 19:25).
 «Неве-Шаанан» (Хайфа) —  «Безье»
13 ноября. 3:2 (23:25, 25:22, 20:25, 25:23, 15:12).
25 ноября. 0:3 (19:25, 25:27, 16:25).
 «Кралово Поле» (Брно) —  «Линц-Штег» (Линц) 
11 ноября. 3:1 (18:25, 25:15, 25:20, 25:19).
25 ноября. 3:1 (25:15, 25:18, 23:25, 27:25).
 «Дофин» (Шарлеруа) —  «Орбита» (Запорожье) 
24 ноября. 3:2 (23:25, 25:23, 25:19, 22:25, 15:12).
25 ноября. 3:2 (25:20, 22:25, 25:21, 19:25, 15:7). Оба матча прошли в Шарлеруа.
 «Мурильо» (Вьяно) —  «Игтисадчи» (Баку) 
Отказ «Игтисадчи».
 «Химик» (Южное) —  «Имоко Воллей» (Конельяно)
11 ноября. 1:3 (22:25, 25:21, 20:25, 21:25).
26 ноября. 1:3 (26:24, 23:25, 32:34, 23:25).
 «Нова-КБМ-Браник» (Марибор) —  «Сагре» (Невшатель) 
12 ноября. 3:2 (25:19, 24:26, 26:24, 23:25, 15:10).
27 ноября. 3:2 (25:18, 17:25, 17:25, 25:18, 15:7).
 «Оломоуц» —  «Амигос» (Зурсел)
11 ноября. 3:2 (25:21, 17:25, 25:16, 12:25, 15:6).
26 ноября. 1:3 (25:23, 19:25, 22:25, 26:28).
 «Атом Трефл» (Сопот) —  «Северодончанка» (Северодонецк) 
Отказ «Северодончанки».
 «Роте-Рабен» (Фильсбибург) —  «Локомотив» (Баку)
12 ноября. 0:3 (17:25, 24:26, 22:25).
26 ноября. 1:3 (22:25, 23:25, 25:22, 17:25).
 «Кальцит» (Камник) —  «Црвена Звезда» (Белград)
12 ноября. 0:3 (16:25, 14:25, 16:25).
26 ноября. 1:3 (21:25, 11:25, 25:17, 22:25).
 «Шпаркассе-Вилдкатс» (Клагенфурт) —  ХПК (Хяменлинна)
12 ноября. 0:3 (10:25, 14:25, 17:25).
25 ноября. 1:3 (17:25, 11:25, 25:20, 18:25).
 «Игор Горгондзола» (Новара) —  «Динамо» (Краснодар)
12 ноября. 1:3 (25:20, 20:25, 19:25, 15:25).
25 ноября. 2:3 (21:25, 25:17, 25:27, 25:19, 8:15).

## 1/8 финала
9-11/16-18.12.2014
 «Галатасарай» (Стамбул) —  «Олимпиакос» (Пирей) 
11 декабря. 3:1 (23:25, 25:22, 25:16, 25:22).
16 декабря. 3:0 (25:22, 25:23, 25:22).
 «Таурон» (Домброва-Гурнича) —  «Альба-Блаж» (Блаж) 
10 декабря. 3:1 (25:22, 25:16, 19:25, 25:22).
17 декабря. 2:3 (19:25, 25:20, 12:25, 25:20, 17:19).
 «Безье» —  «Кралово Поле» (Брно) 
9 декабря. 3:0 (25:19, 25:22, 25:17).
16 декабря. 3:0 (25:19, 25:16, 25:21).
 «Дофин» (Шарлеруа) —  «Мурильо» (Вьяно)
9 декабря. 1:3 (23:25, 23:25, 25:20, 24:26).
16 декабря. 0:3 (20:25, 15:25, 19:25).
 «Имоко Воллей» (Конельяно) —  «Нова-КБМ-Браник» (Марибор) 
10 декабря. 3:0 (25:23, 25:13, 25:23).
17 декабря. 2:3 (25:16, 25:16, 24:26, 18:25, 12:15).
 «Атом Трефл» (Сопот) —  «Амигос» (Зурсел) 
11 декабря. 3:0 (25:13, 25:16, 25:19).
18 декабря. 3:0 (25:16, 25:12, 25:18).
 «Црвена Звезда» (Белград) —  «Локомотив» (Баку)
11 декабря. 0:3 (16:25, 21:25, 12:25).
17 декабря. 1:3 (22:25, 20:25, 25:23, 23:25).
 «Динамо» (Краснодар) —  ХПК (Хяменлинна) 
9 декабря. 3:0 (25:14, 25:22, 25:14).
17 декабря. 3:0 (25:19, 25:18, 25:12).

## Четвертьфинал
13-14/20-22.01.2015
 «Таурон» (Домброва-Гурнича) —  «Галатасарай» (Стамбул)
14 января. 3:2 (25:17, 20:25, 25:21, 17:25, 15:9).
22 января. 0:3 (19:25, 11:27, 20:25).
 «Мурильо» (Вьяно) —  «Безье»
13 января. 0:3 (20:25, 23:25, 16:25).
20 января. 0:3 (18:25, 14:25, 20:25).
 «Имоко Воллей» (Конельяно) —  «Атом Трефл» (Сопот)
14 января. 3:1 (25:20, 21:25, 25:21, 25:13).
22 января. 0:3 (20:25, 18:25, 12:25). Дополнительный сет 9:15.
 «Локомотив» (Баку) —  «Динамо» (Краснодар)
14 января. 3:0 (25:22, 25:18, 25:22).
20 января. 0:3 (14:25, 19:25, 17:25). Дополнительный сет 13:15.
В Челендж-раунде против победителей четвертьфинальных пар играют 4 команды, выбывшие из розыгрыша Лиги чемпионов после предварительного этапа:
 «Нант»
 «Рабита» (Баку)
 «Омичка» (Омск)
 «Штиинца» (Бакэу)

## Челлендж-раунд
3-5/10-12.02.2015
 «Динамо» (Краснодар) —  «Нант» 
5 февраля. 3:0 (25:12, 25:17, 25:11).
12 февраля. 3:0 (25:21, 25:17, 25:17).
 «Безье» —  «Рабита» (Баку)
3 февраля. 1:3 (22:25, 28:26, 14:25, 21:25).
12 февраля. 0:3 (16:25, 22:25, 17:25).
 «Омичка» (Омск) —  «Галатасарай» (Стамбул)
4 февраля. 3:0 (25:19, 28:26, 25:22).
10 февраля. 1:3 (13:25, 27:25, 23:25, 15:25). Дополнительный сет 12:15.
 «Штиинца» (Бакэу) —  «Атом Трефл» (Сопот)
3 февраля. 0:3 (15:25, 21:25, 18:25).
10 февраля. 0:3 (14:25, 17:25, 13:25).

## Полуфинал
24/28.03.2015
 «Динамо» (Краснодар) —  «Рабита» (Баку)
24 февраля. 3:1 (25:20, 18:25, 25:23, 25:22).
28 февраля. 3:0 (25:23, 25:19, 25:20).
 «Атом Трефл» (Сопот) —  «Галатасарай» (Стамбул)
25 февраля. 3:0 (25:20, 25:22, 25:19).
1 марта. 3:2 (18:25, 27:29, 28:26, 31:29, 15:13).

## Финал

### 1-й матч
| 7 апреля 2015 | \| «Динамо» (Краснодар) \| 3:0 cev.lu \| «Атом Трефл» (Сопот) \| \| Фе Гарай (8) Наталья Дианская (9) Фабиола (3) Татьяна Кошелева (20) Марина Марюхнич (3) Любовь Соколова (13) Светлана Крючкова (л) Росир Кальдерон Ирина Филиштинская Александра Пасынкова \| Голы \| Изабела Белцик (2) Клаудия Качоровская (5) Бритни Купер (5) Катажина Зарослинская (10) Шарлотте Лейс (9) Майя Токарская (2) Агата Дурайчик (л) Зузанна Ефименко (1) Анна Качмар (1) Анна Мирос (12) Фалин Фоноймоана (1) \| | Краснодар Дворец спорта «Олимп» 2000 зрителей |
| Счёт по партиям — 25:18, 25:20, 25:22. Время матча — 1 час 21 минута. Судьи: Борис Коларевич, Николае Марин.                                                                               | | |
| «Динамо» (Краснодар) | 3:0 cev.lu | «Атом Трефл» (Сопот) |
| Фе Гарай (8) Наталья Дианская (9) Фабиола (3) Татьяна Кошелева (20) Марина Марюхнич (3) Любовь Соколова (13) Светлана Крючкова (л) Росир Кальдерон Ирина Филиштинская Александра Пасынкова | Голы | Изабела Белцик (2) Клаудия Качоровская (5) Бритни Купер (5) Катажина Зарослинская (10) Шарлотте Лейс (9) Майя Токарская (2) Агата Дурайчик (л) Зузанна Ефименко (1) Анна Качмар (1) Анна Мирос (12) Фалин Фоноймоана (1) |

### 2-й матч
| 11 апреля 2015 | \| «Атом Трефл» (Сопот) \| 3:1. Доп.сет 10:15. cev.lu \| «Динамо» (Краснодар) \| \| Шарлотте Лейс (12) Зузанна Ефименко (4) Изабела Белцик (6) Клаудия Качоровская (8) Бритни Купер (10) Катажина Зарослинская (20) Агата Дурайчик (л) Фалин Фоноймоана (10) Анна Мирос (13) \| Голы \| Фе Гарай (11) Наталья Дианская (3) Фабиола (7) Татьяна Кошелева (37) Марина Марюхнич (11) Любовь Соколова (11) Светлана Крючкова (л) Александра Пасынкова (1) Юлия Подскальная (7) Ирина Филиштинская Екатерина Кривец \| | Гданьск Hala Ergo Arena 6120 зрителей |
| Счёт по партиям — 26:24, 18:25, 26:24, 25:22. Дополнительный сет — 10:15. Время матча — 2 часа 19 минут. Судьи: Саня Миклошич, Игор Шимпл.                                               | | |
| «Атом Трефл» (Сопот) | 3:1. Доп.сет 10:15. cev.lu | «Динамо» (Краснодар) |
| Шарлотте Лейс (12) Зузанна Ефименко (4) Изабела Белцик (6) Клаудия Качоровская (8) Бритни Купер (10) Катажина Зарослинская (20) Агата Дурайчик (л) Фалин Фоноймоана (10) Анна Мирос (13) | Голы | Фе Гарай (11) Наталья Дианская (3) Фабиола (7) Татьяна Кошелева (37) Марина Марюхнич (11) Любовь Соколова (11) Светлана Крючкова (л) Александра Пасынкова (1) Юлия Подскальная (7) Ирина Филиштинская Екатерина Кривец |

### MVP
Лучшим игроком финальной серии признана нападающая «Динамо» Татьяна Кошелева.

## Призёры
«Динамо» (Краснодар): Жозефа Фабиола Алмейда ди Соуза Алвес (Фабиола), Марина Марюхнич, Любовь Соколова, Светлана Крючкова, Екатерина Кривец, Татьяна Кошелева, Росир Кальдерон Диас, Ирина Филиштинская, Александра Пасынкова, Фернанда Гарай Родригес (Фе Гарай), Наталья Дианская, Юлия Подскальная, Мария Бибина. Главный тренер — Константин Ушаков.
  «Атом Трефл» (Сопот): Майя Токарская, Дея Макклендон, Шарлотте Лейс, Изабела Белцик, Анна Мирос, Зузанна Ефименко, Анна Качмар, Фалин Фоноймоана, Агата Дурайчик, Бритни Купер, Клаудия Качоровская, Катажина Зарослинская. Главный тренер — Лоренцо Мичелли.